# Robin Trower
Robin Trower (* jako Robin Leonard Trower; 9. března 1945, Londýn, Anglie) je britský kytarista. Byl členem klasické sestavy skupiny Procol Harum. Spolupracoval také například s Jackem Brucem ze skupiny Cream nebo s Bryanem Ferrym ze skupiny Roxy Music.

## Diskografie

### Sólová alba
- 1973: Twice Removed from Yesterday
- 1974: Bridge of Sighs
- 1975: For Earth Below
- 1976: Robin Trower Live
- 1976: Long Misty Days
- 1977: In City Dreams
- 1978: Caravan to Midnight
- 1979: Victims of the Fury
- 1983: Back It Up
- 1985: Beyond the Mist
- 1987: Passion
- 1988: Take What You Need
- 1990: In the Line of Fire
- 1991: Essential Robin Trower
- 1992: Live in Concert
- 1994: 20th Century Blues
- 1996: In Concert
- 1996: King Biscuit Flower Hour Presents Robin Trower
- 1997: Someday Blues
- 1999: This Was Now '74-'98
- 2000: Go My Way
- 2004: Living Out of Time
- 2005: Living Out Of Time: Live
- 2005: Another Days Blues
- 2008: RT@RO.08
- 2009: What Lies Beneath[2]
- 2010: The Playful Heart
- 2011: Robin Trower at The BBC 1973-1975
- 2015: Rock Goes To College (Live)

### s Procol Harum
- 1967: Procol Harum
- 1968: Shine on Brightly
- 1969: A Salty Dog
- 1970: Ain't Nothin' to Get Excited About (pod názvem Liquorice John Death)
- 1970: Home
- 1971: Broken Barricades
- 1991: The Prodigal Stranger
- 1995: The Long Goodbye[3]

### s Bryanem Ferrym
- 1993: Taxi
- 1994: Mamouna
- 2007: Dylanesque

### s Jackem Brucem
- 1981: B.L.T.
- 1981: Truce
- 1989: No Stopping Anytime
- 2008: Seven Moons
- 2009: Seven Moons Live